# Haßloch
Haßloch là một đô thị thuộc huyện Bad Dürkheim, trong bang Rheinland-Pfalz, phía tây nước Đức. Đô thị Haßloch có diện tích 39,95 km², dân số thời điểm ngày 31 tháng 12 năm 2006 là 20.587 người. Đô thị này có cự ly khoảng 8 km về phía đông của Neustadt an der Weinstraße và 20 km về phía tây nam của Ludwigshafen. 